# Snam

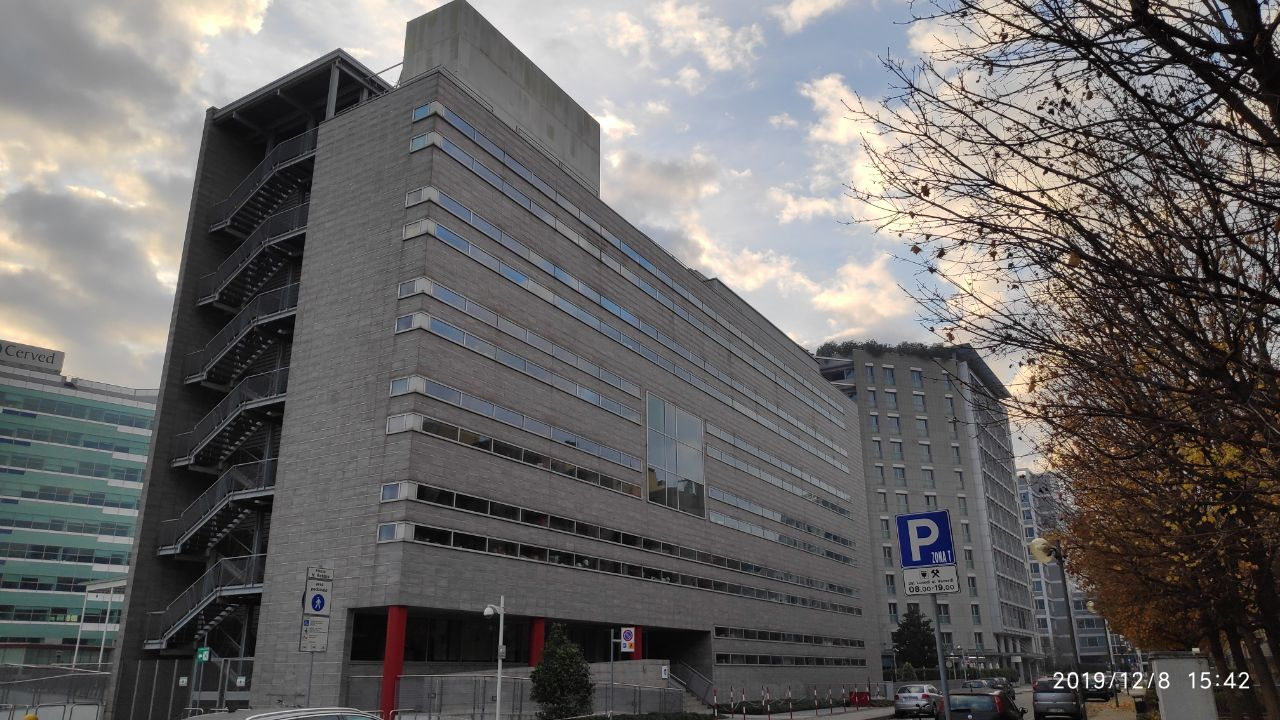
Sede Snam di Via Maastricht a San Donato Milanese (MI)

Snam S.p.A. (già Snam Rete Gas S.p.A. fino al 1º gennaio 2012, quando ha ripreso il nome Snam, originariamente acronimo di Società NAzionale Metanodotti) è una società di infrastrutture energetiche con sede centrale a San Donato Milanese (MI). È il primo operatore europeo nel trasporto del gas naturale. La società è attiva anche nello stoccaggio (immagazzinamento di gas naturale) e nella rigassificazione del gas naturale liquefatto.
Snam garantisce la sicurezza degli approvvigionamenti e promuove la transizione energetica con investimenti nei gas verdi (biometano e idrogeno), nell’efficienza energetica e nella tecnologia CCS (Carbon Capture and Storage). L’azienda crea, inoltre, nuove aree verdi attraverso una società benefit focalizzata su progetti di forestazione urbana.
Snam intende inoltre ridurre le emissioni dirette di gas a effetto serra del 25% al 2027, del 40% al 2030 e del 50% al 2032, per raggiungere la carbon neutrality (100%) entro il 2040, compensando le emissioni che non potranno essere eliminate attraverso progetti di off setting e coinvolgendo anche società partecipate e fornitori. Snam persegue il net zero su tutte le emissioni (incluse quelle indirette) entro il 2050. Il Gruppo lavora poi alla riduzione delle emissioni di gas naturale sui propri asset: nel 2023 Snam ha raggiunto il -55% rispetto al 2015 e ha fissato un target del -64% al 2027. Il modello di business dell’azienda si basa sulla crescita sostenibile, la trasparenza, la valorizzazione dei talenti e delle diversità, la tutela e lo sviluppo sociale dei territori.
La società è quotata nell'indice FTSE MIB della Borsa di Milano.

## Storia
Snam fu costituita il 30 ottobre 1941, con un capitale sociale di 3 milioni di lire, con il nome "Società Nazionale Metanodotti", con partecipazione di Ente Nazionale Metano (Agip), Regie Terme di Salsomaggiore e Società Anonima Utilizzazione e Ricerca Gas Idrocarburati (SURGI). Le finalità erano la costruzione di metanodotti, e la distribuzione e vendita del gas. In tempo di guerra il metano diventa fondamentale per l’Italia, viene così costruito il primo metanodotto che porta a Lodi e a Milano il gas dei pozzi di Salsomaggiore (Parma). Già all'inizio degli anni '50 esisteva nell'Italia settentrionale una discreta rete di centri metaniferi e di metanodotti.
Con la l. 10 febbr. 1953 nr. 136, all’atto della costituzione dell’ENI, l’impatto della produzione di metano della pianura padana rendeva ancora di grande interesse l’argomento della riserva di esclusiva sulla ricerca e sulla coltivazione degli idrocarburi concessa in quella zona all’azienda di Stato. Ciò si doveva sia al valore economico e industriale della produzione di metano nella pianura padana, sia al significato simbolico che aveva assunto anche nell’opinione pubblica. A tutela delle risorse del sottosuolo di pertinenza dello Stato, l’AGIP aveva infatti ricevuto l’esclusiva sulle risorse dell’area padana in virtù di una legge mineraria che richiedeva di essere aggiornata da tempo.
Articolato alla costituzione in subholdings funzionali per ambito (AGIP mineraria per la ricerca e la distribuzione di petrolio e metano; AGIP per la raffinazione e vendita di prodotti petroliferi e metano; SNAM, Società NAzionale Metanodotti, per il sistema di trasporto dei prodotti; ANIC, per il coordinamento delle attività nella chimica), il gruppo ENI fu così in grado di finanziare la propria crescita attraverso la vendita di gas naturale (rendita metanifera), stimolando anche l’economia nazionale con la fornitura di energia a basso costo.
Nel 1955 fu costituita la Snam Montaggi, che nel 1957 incorporò la SAIP e prese il nome di Saipem; nel 1956 fu costituita la Snam Progetti (divenuta in seguito Snamprogetti) per la progettazione di grandi impianti su terra ferma (onshore), nel 2006 Saipem acquista da Eni la totalità delle azioni Snamprogetti.
Nel 1961 viene avviata la costruzione di due metanodotti in Italia centro-meridionale: il primo trasporta il gas scoperto in provincia di Chieti verso Terni e Roma, il secondo trasporta il metano estratto in Basilicata verso la costa della Puglia. Nel giro di dieci anni, la rete di trasporto del gas raggiunge una dimensione nazionale grazie a un’estensione pari a 8.000 chilometri. Nel 1974, il gas proveniente dai giacimenti della Siberia arriva a Sergnano (Cremona) e, nello stesso anno, è avviato anche il gasdotto di 830 chilometri che consente di importare il gas dal giacimento di Groeningen (Olanda). I gasdotti Snam raggiungono nel 1980 una lunghezza complessiva che sfiora i 15.000 chilometri.
Nel 1983 vengono completati i lavori del Transmed, gasdotto in grado di trasportare il gas di provenienza algerina, attraverso il Mediterraneo e l’Italia, dalla Sicilia alla Lombardia, per una lunghezza totale di oltre 2.400 chilometri.
Nel 2001, in base alla direttiva europea per la liberalizzazione del mercato del gas, Snam scorporò le attività non legate al trasporto del gas e prese il nome di Snam Rete Gas, mentre il 27 luglio 2001 nacque GNL Italia, controllata al 100%. Nello stesso anno Snam entrò in borsa e dal 2002 fece parte dell'indice S&P/MIB.
Il 12 febbraio 2009, Snam Rete Gas S.p.A. acquistò da Eni S.p.A. il 100% di Italgas S.p.A. per 3,07 miliardi di euro, ed il 100% di Stoccaggi Gas Italia S.p.A., per 1,65 miliardi. Per il pagamento si avvalse di un aumento del capitale sociale per 3,5 miliardi e di un finanziamento di 1,3 miliardi. La chiusura dell'operazione avvenne nel luglio 2009. Venne a crearsi un gruppo con una rete di trasporto gas di 31.500 chilometri, di distribuzione gas di 58.000 chilometri e con una capacità di stoccaggio di 14 miliardi di metri cubi, inclusi 5 miliardi di metri cubi di riserva strategica.
A partire dal 1º gennaio 2012, è avvenuto il cambio di nome da Snam Rete Gas in Snam S.p.A. e, in recepimento delle direttive europee, cede il business del trasporto alla nuova società Snam Rete Gas S.p.A., interamente controllata. Cambia logo abbandonando il cane a sei zampe di Eni e acquisendo un logo molto simile all'originale degli anni '40.
Snam opera in Italia e all’estero tramite società partecipate, fra cui: Térega Holding S.A.S (Francia), Trans Austria Gasleitung GmbH (Austria), Interconnector e dCarbonX Limited (Regno Unito), DESFA (Grecia, controllato da Senfluga Energy Infrastructure Holding). È tra gli azionisti di TAP (Trans Adriatic Pipeline) e di ADNOC Gas Pipelines, società che detiene per 20 anni i diritti di gestione di 38 gasdotti negli Emirati Arabi Uniti
Ad aprile 2023, Snam ha ricevuto da Cassa Depositi e Prestiti (CDP) un finanziamento sostenibile da 300 milioni di euro per la realizzazione della Linea Adriatica, gasdotto in corso di realizzazione per incrementare la capacità di trasporto dei punti di entrata nel Sud Italia. La fase 1 del progetto rientra tra le opere da finanziare nell’ambito del RepowerEU Plan.
A maggio 2024, Snam ha ricevuto da Cassa Depositi e Prestiti (CDP) un finanziamento ESG-linked (legato al raggiungimento di obiettivi sostenibili) da 200 milioni di euro. L’operazione è dedicata al rifacimento del gasdotto Ravenna-Chieti e rafforza l’infrastruttura del trasporto di gas naturale dal Sud al Nord Italia. In un’ottica di sicurezza energetica e decarbonizzazione, sarà compatibile anche con il trasporto dell’idrogeno. Il gasdotto, la cui linea principale sarà completata entro il 2026, sarà interconnesso alla Linea Adriatica in corso di realizzazione.
Il finanziamento ESG-linked da 200 milioni di euro contribuisce al raggiungimento del target di finanza sostenibile stabilito da Snam all’85% entro il 2027.
A maggio 2024, alla presentazione dei dati finanziari del primo trimestre dell’anno, Snam ha rivisto al rialzo le guidance 2024 per quanto riguarda l’EBITDA e l’utile netto, aumentando i target finanziari per il 2024 e anticipando di un anno gli obiettivi previsti dal piano industriale 2023-2027.

### Scissione parziale Italgas
A partire dal 7 novembre 2016, a seguito della scissione parziale proporzionale di Snam S.p.A., con il trasferimento dell'86.5% della partecipazione detenuta in Italgas Reti S.p.A., ai propri azionisti, Italgas S.p.A. torna ad essere quotata in borsa dopo 13 anni. Dal 2018 viene quindi rinnovata la brand identity dell'azienda, con logo e valori rinnovati che accompagnano l’azienda in nuovi progetti quali la realizzazione di infrastrutture per forniture energetiche stabili e sicure e lo sviluppo del gas come fonte rinnovabile. Il marchio rinnovato segna il passaggio verso il concetto di paesaggio e responsabilità ambientale.
Nel 2024 Snam ha proposto anche il nuovo “ambition statement” (“Infrastrutture energetiche per un futuro sostenibile”) che sottolinea nuovi obiettivi di sostenibilità, tra cui la riduzione delle emissioni per raggiungere la neutralità carbonica entro il 2040 e il “Net Zero” al 2050.

## Infrastrutture
- Oltre 40.000 km di metanodotti in Italia e all'estero[33]
- 1 centro nazionale di Dispacciamento a San Donato Milanese
- 12 impianti di stoccaggio del gas a Brugherio, Bordolano, Cortemaggiore, Fiume Treste, Minerbio, Ripalta, Sabbioncello, Sergnano, Settala, Cellino, Collalto, San Potito e Cotignola[33]
- 13 impianti di compressione a Masera, Sergnano, Malborghetto, Istrana, Poggio Renatico, Minerbio, Terranuova, Gallese, Melizzano, Montesano, Tarsia, Messina, Enna[33]
- 2 impianti di rigassificazione onshore, il Rigassificatore di Panigaglia, l’impianto di OLT Offshore LNG Toscana (partecipazione al 49,07%) e il Terminale GNL Adriatico (partecipazione al 30%)[34][35]
- 2 unità di rigassificazione galleggianti (FSRU), “Italis LNG” acquistata nel maggio 2022 e “BW Singapore” acquistata nel dicembre 2023[36][37]
- 48 centri di manutenzione[38]

## Struttura societaria
La struttura del Gruppo al 31 dicembre 2023, come da Relazione Finanziaria 2023 approvata all’Assemblea degli Azionisti Snam del 7 maggio 2024, è la seguente:

### Trasporto
Aziende che si occupano del trasporto e del dispacciamento del gas naturale.
- Snam Rete Gas (100%)
- Asset Company 2 S.r.l. (100%)
  - Infrastrutture trasporto gas S.p.A. (100%)
- Enura S.p.A. (55%), joint venture tra Snam e Società Gasdotti Italia (SGI), nata per realizzare l'infrastruttura di trasporto di metano in Sardegna[39]

### Stoccaggio
- Stogit S.p.A. (100%), azienda che gestisce nove impianti di stoccaggio del gas naturale in Italia (Brugherio, Bordolano, Cortemaggiore, Fiume Treste, Minerbio, Ripalta, Sabbioncello, Sergnano e Settala)[40]

### Rigassificazione
- GNL Italia S.p.A. (100%), principale operatore della rigassificazione del gas naturale liquefatto (GNL), gestisce l'impianto del rigassificatore di Panigaglia
- Snam FSRU Italia S.r.l. (100%), gestisce i terminali di rigassificazione galleggianti (FSRU) Italis LNG e BW Singapore acquistati da Snam[41]
  - FSRU I Limited (100%)
  - Ravenna LNG Terminal S.r.l. (100%)

### Mobilità sostenibile
- Greenture S.p.A. (100%), Snam4Mobility fino a marzo 2023[42], che favorisce la decarbonizzazione dei trasporti terrestri, marittimi e ferroviari, oltre che delle utenze industriali e civili off-grid, attraverso lo sviluppo di infrastrutture prevalentemente a sostegno dell’utilizzo del Bio C-LNG (Compressed e Liquefied Natural Gas) e idrogeno. 
  - Cubogas (100%), che progetta, sviluppa e produce soluzioni tecnologiche di compressione per gas naturale, biometano e idrogeno, a sostegno della transizione energetica delle industrie[43][44].

### Transizione energetica
- Bioenerys S.r.l. (100%), Snam4Environment fino a novembre 2022[45], si occupa di favorire lo sviluppo di infrastrutture per il biometano e diffonderne l’utilizzo sul territorio nazionale, promuovendo l’economia circolare[46]
  - Bioenerys Agri (100%), già IES biogas, attiva nella progettazione, costruzione, manutenzione e assistenza di impianti per produzione di biogas e biometano da scarti agricoli e della filiera agroindustriale[47]
  - Bioenerys Ambiente (100%), già Renerwaste, una delle maggiori società in Italia attive nella gestione di impianti di produzione di biogas e biometano per la valorizzazione energetica della frazione organica del rifiuto solido urbano (FORSU)[47]
- Renovit S.p.A. (60,05%), certificata B Corp dal 2022 e società benefit dal 2023[48], è la piattaforma italiana avviata da Snam e CDP Equity per promuovere l’efficienza energetica di aziende, condomini, terziario e pubblica amministrazione e favorire lo sviluppo sostenibile e la transizione energetica del Paese[49]
  - TEP Energy Solution S.r.l. (100%), attiva dal 2006, è una Energy Service Company specializzata nel comparto industriale e nella riqualificazione energetica e miglioramento sismico degli edifici, residenziali e del terziario[50]
  - Evolve S.p.A. (70%), nata nel 1999, è una delle prime Energy Service Company italiane, specializzata in servizi energetici integrati per gli edifici residenziali privati e pubblici e del terziario[50]
  - Renovit Public Solutions S.p.A. (70%), uno dei principali operatori italiani di servizi energetici integrati e multiservizio tecnologico, o global service, per enti pubblici, strutture sanitarie pubbliche e private e il settore terziario[50]
  - Renovit Consorzio Stabile, costituito dalle società operative del Gruppo Renovit, TEP Energy Solution, Renovit Public Solutions e Evolve, integra i requisiti di idoneità tecnica e finanziaria delle consorziate stesse[50]
- Asset company 10 S.r.l. (100%), società che detiene il 21,59% delle quote di Industrie De Nora, azienda che opera nello sviluppo di soluzioni di decarbonizzazione, soprattutto nel campo dell'idrogeno[51][52]

### Forestazione urbana
- Arbolia (100%), società benefit creata da Snam e Cassa Depositi e Prestiti nel 2020, dal 2023 vede Snam come azionista unico. È attiva nello sviluppo di aree verdi nelle città e nei territori italiani[53]

## Indici
Il titolo Snam è presente in numerosi indici finanziari e di sostenibilità, sia nazionali sia internazionali.

### Indici finanziari
- FTSE Mib, il principale indice di benchmark dei mercati azionari italiani. Misura la performance di 40 titoli italiani e ha l’intento di riprodurre le ponderazioni del settore allargato del mercato azionario italiano.[54]
- FTSE Italia All-Share, l'indice comprende tutti gli elementi costituenti degli indici FTSE MIB, FTSE Italia Mid Cap e FTSE Italia Small Cap.[54]
- DJ Euro Stoxx 50, il principale indice blue-chip in Europa, fornisce una rappresentazione delle maggiori società appartenenti all’Eurozona.[55]
- DJ Stoxx 600 Utilities, deriva dallo STOXX Europe Total Market Index (TMI) ed è un sottoinsieme dell'indice STOXX Global 1800. Rappresenta grandi, medie e piccole aziende nel settore utilities in 18 paesi della regione europea.[55]

### Indici di sostenibilità
- Dow Jones Sustainability World Index: il titolo Snam nel dicembre 2024 è stato confermato per la quindicesima volta nel Dow Jones Sustainability World Index di S&P Global, indice che valuta la performance di sostenibilità delle società quotate pubblicamente.[56][57][58]
- FTSE4Good: dal 2002 l’allora Snam Rete Gas e poi la stessa Snam è stata inserita negli indici di sostenibilità internazionalmente riconosciuti dalla comunità finanziaria per la loro importanza e influenza nella composizione di benchmark e dei portafogli etici, avendo soddisfatto i criteri della metodologia FTSE in ambito Enviromental, Social, Governance (ESG)[59][60]
- Sustainalytics: nel 2024 Snam è stata riconfermata al vertice dell’indice Sustainalytics per il settore gas utility (prima su 96), una delle principali società indipendenti di analisi, rating e ricerca ESG e corporate governance. Il modello di valutazione di Sustainalytics riguarda un'ampia gamma di temi di rischio ESG specifici per settore e azienda.[61][62]
- Gold Standard – ONU: per tre volte (2021-2022-2023) Snam ottiene il Gold Standard delle Nazioni Unite per l’impegno nella riduzione delle emissioni di metano.[63]
- A-list – CPD: Snam è stata inclusa nella “A List” di CPD per la lotta al cambiamento climatico per tre anni (2020-2022-2023)[64][65][66] e nella lista di CPD per la lotta al cambiamento climatico ottenendo B nel 2025.[67]

### Indici sulla parità di genere
- Bloomberg - Gender- Equality Index (GEI) 2022: per la quarta volta Snam è tra le 325 aziende a livello globale incluse nel Gender-Equality Index.[68]

## Riconoscimenti
- Webranking Europe 500 2023-2024 – Lundquist by Comprend: Snam si classifica seconda in Europa per la migliore comunicazione digitale corporate e finanziaria (2023)[69][70]
- Green awards - Greentech festival (2022): Snam vince nella categoria “Energy” dei Green Awards 2022[71]
- Webby Awards (2024): “Piccoli gesti, grande impatto”, la campagna di comunicazione di Snam realizzata dall’agenzia Bitmama Reply, è premiata a livello internazionale con due Bronze Anthem ai Webby Awards 2024[72]

## Azionariato
Di seguito, in dettaglio, la composizione dell'azionariato, aggiornato al mese di agosto 2023:
| Azionista                 | Azioni possedute |
| ------------------------- | ---------------- |
| CDP Reti                  | 31,4%            |
| Romano Minozzi            | 7,5%             |
| Banca d'Italia            | 1,4%             |
| Snam                      | 0,2%             |
| Investitori retail        | 8,7%             |
| Investitori istituzionali | 50,8%            |

## I numeri di Snam[74]
| Anno | Ricavi totali (in milioni di €) | Risultato operativo - EBIT adjusted (in milioni di €) | Utile netto - adjusted (in milioni di €) | Investimenti tecnici (in milioni di €) | Capitalizzazione (in milioni di €) | Patrimonio netto (in milioni di €) | Indebitamento finanziario (in milioni di €) | Dipendenti |
| ---- | ------------------------------- | ----------------------------------------------------- | ---------------------------------------- | -------------------------------------- | ---------------------------------- | ---------------------------------- | ------------------------------------------- | ---------- |
| 2024 | 3.568                           | 1.734                                                 | 1.289                                    | 2.912                                  | 14.792                             | 8.973                              | 16.238                                      | 3.901      |
| 2023 | 3.875                           | 1.477                                                 | 1.168                                    | 1.774                                  | 15.611                             | 7.635                              | 15.270                                      | 3.798      |
| 2022 | 3.317                           | 1.364                                                 | 1.164                                    | 1.351                                  | 15.178                             | 7.468                              | 11.923                                      | 3.610      |
| 2021 | 2.979                           | 1.430                                                 | 1.222                                    | 1.270                                  | 17.343                             | 7.203                              | 14.021                                      | 3.430      |
| 2020 | 2.770                           | 1.424                                                 | 1.164                                    | 981                                    | 15.046                             | 6.472                              | 12.887                                      | 3.249      |
| 2019 | 2.606                           | 1.417                                                 | 1.093                                    | 813                                    | 15.428                             | 6.258                              | 11.923                                      | 3.025      |
| 2018 | 2.530                           | 1.405                                                 | 1.010                                    | 764                                    | 12.606                             | 5.985                              | 11.548                                      | 3.016      |
| 2017 | 2.441                           | 1.363                                                 | 940                                      | 1.034                                  | 13.953                             | 6.188                              | 11.550                                      | 2.919      |
| 2016 | 2.560                           | 1.336                                                 | 845                                      | 906                                    | 13.612                             | 6.497                              | 11.056                                      | 2.883      |
| 2015 | 3.649                           | 1.950                                                 | 1.209                                    | 1.272                                  | 16.973                             | 7.585                              | 13.779                                      | 6.303      |
| 2014 | 3.529                           | 1.973                                                 | 1.078                                    | 1.313                                  | 14.383                             | 7.171                              | 13.652                                      | 6.072      |
| 2013 | 3.529                           | 2.034                                                 | 934                                      | 1.290                                  | 13.655                             | 5.994                              | 13.326                                      | 6.045      |
| 2012 | 3.621                           | 2.111                                                 | 992                                      | 1.300                                  | 11.893                             | 5.916                              | 12.398                                      | 6.051      |
| 2011 | 3.245                           | 1.958                                                 | 978                                      | 1.585                                  | 11.454                             | 5.792                              | 11.197                                      | 6.112      |

### Dati operativi[74]
| Anno | Gasdotti in esercizio in Italia (in Km) | Gas naturale immesso nella Rete di trasporto (in miliardi di m3) | Gas naturale movimentato in stoccaggio (in miliardi di m3) | Capacità di stoccaggio complessiva, comprensiva dello stoccaggio strategico (in miliardi di m3) | Quantità di GNL rigassificato (in miliardi di m3) |
| ---- | --------------------------------------- | ---------------------------------------------------------------- | ---------------------------------------------------------- | ----------------------------------------------------------------------------------------------- | ------------------------------------------------- |
| 2024 | 32.900                                  | 61,82                                                            | 14,58                                                      | 16,9                                                                                            | 4,54                                              |
| 2023 | 32.895                                  | 64,07                                                            | 13,72                                                      | 16,7                                                                                            | 3,69                                              |
| 2022 | 32.862                                  | 75,42                                                            | 18,47                                                      | 16,5                                                                                            | 2,24                                              |
| 2021 | 32.767                                  | 75,77                                                            | 18,41                                                      | 16,5                                                                                            | 1,05                                              |
| 2020 | 32.647                                  | 69,97                                                            | 19,01                                                      | 17,0                                                                                            | 2,52                                              |
| 2019 | 32.508                                  | 75,37                                                            | 19,33                                                      | 17,0                                                                                            | 2,40                                              |
| 2018 | 32.625                                  | 72,82                                                            | 21,07                                                      | 16,9                                                                                            | 0,91                                              |
| 2017 | 32.584                                  | 74,59                                                            | 19,92                                                      | 16,7                                                                                            | 0,63                                              |
| 2016 | 32.508                                  | 70,64                                                            | 20,00                                                      | 16,5                                                                                            | 0,21                                              |
| 2015 | 32.534                                  | 67,25                                                            | 19,58                                                      | 16,0                                                                                            | 0,03                                              |
| 2014 | 32.339                                  | 62,25                                                            | 15,70                                                      | 15,9                                                                                            | 0,01                                              |
| 2013 | 32.306                                  | 69,01                                                            | 18,42                                                      | 15,9                                                                                            | 0,05                                              |
| 2012 | 32.345                                  | 75,78                                                            | 15,63                                                      | 15,7                                                                                            | 1,12                                              |
| 2011 | 32.010                                  | 78,30                                                            | 15,31                                                      | 14,5                                                                                            | 1,89                                              |

## Brand identity
I due restyling più recenti della brand identity di Snam risalgono al 2012 e al 2018.
Il primo è stato attuato in seguito alla modifica della denominazione aziendale da Snam Rete Gas in Snam. Il nuovo marchio, applicato anche a tutte le attività controllate, era una rielaborazione dello storico marchio degli anni '40, scelto per valorizzare il ruolo strategico di Snam. Anche i colori scelti supportano l'azione di recupero della memoria storica, richiamando il blu, tradizionalmente usato per sottolineare l'essenza naturale del gas metano, e il grigio, nelle sue varie tonalità fino al metallo, per evidenziare l'elemento fisico delle infrastrutture e della tecnologia utilizzata per la loro realizzazione.
Nel 2018 è stato introdotto un nuovo logo, sempre legato alla tradizione di Snam, con un nuovo colore che dal blu passa al verde, sottolineando le caratteristiche di sostenibilità e compatibilità ambientale del gas naturale. L'introduzione dei caratteri minuscoli conferisce al marchio un tono più amichevole e dinamico, superando l’acronimo SNAM. Lo stesso anno è stato introdotto anche il nuovo purpose “Energia per ispirare il mondo”, messaggio intorno al quale ruota il riposizionamento strategico di Snam dopo il compimento del suo 75º anno.
Nel 2024 Snam ha presentato il nuovo ambition statement “infrastrutture energetiche per un futuro sostenibile” a completamento del proprio sistema valoriale. L’espressione evidenzia i nuovi obiettivi di sostenibilità, quali la riduzione delle emissioni e il raggiungimento della neutralità carbonica entro il 2040, insieme all’obiettivo “Net Zero” al 2050.

## Loghi storici

Logo dal 1941 al 1951.
Logo dal 1951 al 1955.
Logo dal 1955 al 1961.
Logo dal 1961 al 2011.
Logo dal 2012 al 2018.
Logo dal 2018.

## Archivio
Parte della documentazione cartacea prodotta dalla la Società Nazionale Metanodotti (Snam), tra le prime società operanti nel settore del petrolio e del gas, è conservata a Roma presso l'Archivio storico Eni.